# Exposed (видеоальбом)
Exposed — сборник фрагментов личной жизни и видео, выпущенный группой Kiss в 1987 году. Второй выпуск домашнего видео группы Kiss.
Видео состоит из долгого интервью с группой Kiss (почти исключительно Джином Симмонсом и Полом Стэнли), перемежающегося с музыкальными клипами и концертными видеозаписями.

## Содержание

### Приветствие
Интервьюер Марк Бланкфилд и оператор Джозеф подходят к дому Пола Стэнли, Марк будит его дверным звонком, и они, поздоровавшись, заходят внутрь дома, и обсуждают подробности показа на видео записей. После этого Марк говорит оператору поставить видеоклип, и идёт клип «Who Wants To Be Lonely».

### Знакомство с Кэрол
Интервьюер идёт по коридорам в поисках Пола Стэнли и встречает Эрика Карра, после чего, пройдя ещё две комнаты, оказывается в спальне Пола, и, споткнувшись, падает. Пол Стэнли знакомит его с семью своими любовницами, которые лежат вокруг него в кровати, и своим лучшим другом шимпанзе Сони. Стэнли спрашивает у Кэрол, какое их любимое видео и почему, он отвечают «Uh! All Night», потому, что оно напоминает им о нём. Далее, после небольшого спора с Марком, следует это видео.

### Завтрак
Марк присоединяется к Полу, завтракающему за столом, на котором лежит спящая женщина. Стэнли дает ценные рекомендации по поводу дневного рациона человека, и невзначай рекламирует Bran Flakes и Root Beer. Марк спрашивает его, когда началось долгое творческое сотрудничество с Джином Симмонсом. Услышав громкие звуки падения и бьющегося стекла, Стэнли констатирует, что Симмонс проснулся, и они поднимаются в его комнату, по дороге встречая Брюса Кьюлика. В стилизованной под собор спальне они встречают самого Джина Симмонса, и после представления Полом Марка и Джозефа, проходит короткое интервью, в ходе которого Симмонс приказывает девушкам, торчащим из стены, меняться местами. После вопроса о последнем выступлении Kiss идёт видеозапись «I Love It Loud», сделанная на концерте в Рио-де-Жанейро в 1983.

### Архивы Kiss
После ещё одного краткого взгляда на комнату Джина следует кадр, где Симмонс, Стэнли и Бланкфилд сидят во дворе и Джин с Полом, вспоминают начало своей творческой карьеры и поют песню Beatles I’ll be back. Далее они заходят в кладовую Kiss, где находятся старые вещи из истории группы: гитары Пола Стэнли, басы Джина Симмонса, кукла Эйса Фрилли, сценические костюмы группы, старое пианино, склад кассет с редкими записями Kiss. Поверхностно изучив содержимое, Джин даёт оператору поставить одну редкую кассету.

### Редкие записи
Далее, не прерываясь на интервью, идут следующие раритетные видеозаписи Kiss:
1. «Deuce» с концерта в Сан-Франциско 1975 года
2. «Strutter» с концерта в Детройте 1976 года
3. Гитарное соло Эйса Фрилли
4. «Beth» в исполнении Питера Крисса на концерте 1977 года в Хьюстоне
5. Спецэффекты Джина Симмонса
6. «Detroit Rock City» с концерта 1980 года в Австралии

### Фантазии Kiss
Марк Бланкфилд проходит во дворе через бассейн Пола Стэнли и берет интервью у Стэнли и Симмонса об их фантазиях и воплощении их в реальности. Интервью прерывают звонки из Национальной Организации Женщин, и в конце концов Джин и Пол покидают Марка, оставляя его наедине с Кристин — официанткой в доме Kiss, которая в тот же момент начинает с ним флиртовать. Когда она уходит, следует кадр, где Джин и Пол снова сидят втроём и интервью, в ходе которого они рассказывают о своих фантазиях, продолжается. Далее речь заходит о съёмках клипа «Tears Are Falling», и следует этот клип.

### Кастинг
Стэнли и Симмонс сидят во дворе и вспоминают о далёком прошлом Kiss, как формировался состав, и о тяжёлых буднях группы в первое время их карьеры. После этого следует ещё один кадр из комнаты Джина Симмонса, где он проводит кастинг девушек на следующую вечеринку. Когда он покидает комнату с одной из девушек, Пол Стэнли репетирует с оставшимися возглас «Lick it Up!». Далее сразу следует видеоклип «Lick It Up».

### Судьба основателей Kiss
Джин и Пол сидят на свежем воздухе и рассуждают о том, как они познакомились, и о судьбе бывших участников Kiss после того, как те покинули группу. Пол Стэнли говорит о роли судьбы в жизни любого человека. Далее идёт кадр около бассейна Kiss, и в кадре снова появляется Кристин, которая, снимая халат, показывает обнажённый бюст. Далее показывают Kiss в помещении, и в ответ на словарно-скучное определение клипа «All Hells Brakin' Loose» Джин Симмонс проговаривает скороговорку про доктора, лягушку и её жопу. Далее Пол Стэнли рассказывает немного о своей жизненной философии, и следует видео «All Hells Brakin' Loose».

### Анонс публичной службы
Марк в поисках своих собеседников сталкивается со строгим дворецким дома Kiss и, найдя Стэнли и Симмонса, продолжает интервью с ними. Речь заходит о видео «I Love It Loud», и Пол Стэнли утверждает, что это — одно из самых медленных видео группы. Далее Kiss говорят об «Анонсе публичной службы» и Пол Стэнли просит, обращаясь к зрителю, делать звук громче. Громкость на записи действительно понижается на этом участке видео, с целью спровоцировать зрителя поставить звук на максимум. После этого на максимальной громкости включается видеоклип «I Love It Loud».

### Повышение громкости
Интервьюер ищет в подвале Кристин, и находит её, принимающую ванную. Он прыгает к ней, после чего камера запотевает розовым паром, и слышно только их смех. Далее Пол и Джин, сидя во дворе, вспоминают ранние этапы карьеры Kiss, и Джин и Пол рассказывают о том, как группа играла все громче и громче, пока наконец, согласно их громкости, им не осталось играть только на стадионах. После этого следует концертная запись «I Stole Your Love» в Хьюстоне 1977 года.

### ещё Кэрол
Марк разговаривает с Стэнли и Симмонсом про видеоклипы, стоя в их гостиной. По лестнице спускаются Карр и Кьюлик, держа шимпанзе. Они сообщают, что собираются на пляж, и к ним присоединяются ещё три девушки. Далее следует клип «Heaven’s On Fire».

### Это про девушек
Джин Симмонс рассказывает в интервью про Питера Крисса, Эйса Фрилли и других бывших участниках Kiss, и целесообразности их попыток осуществить сольную карьеру. Марк задаёт вопрос о кинокарьере группы, и Пол Стэнли отодвигается из кадра, чтобы Джин Симмонс мог сам ответить на этот вопрос. Далее речь заходит о концертных турах, и Пол Стэнли сквозь смех напевает придуманную ими песню про шведский стол. Далее следует видео «Ladies Room» с концерта в Хьюстоне 1977 года.

### Упражнения Пола Стэнли
Марк и Джозеф идут вдоль бассейна, пытаясь снять на камеру девушек, лежащих на топчанах. Внезапно появляется агрессивно настроенный дворецкий и с криками «Не могли бы вы включить камеру» сталкивает Джозефа в бассейн. После краткой подводной съемки его вытаскивают на поверхность, и появляется мокрый Пол Стэнли. Он приносит извинения за камеру и приглашает Марка принять участие в «Упражнениях Пола Стэнли». Далее под аккомпанемент песни «I Was Made For Lovin' You» следуют сами упражнения Пола Стэнли, которые выглядят немного похабно, но в то же время смешно.
Далее следует последняя часть интервью Марка с Полом и Джином, в ходе которого Марк сообщает Джину бестолковые слухи относительно его языка, и Джин, посмеиваясь, просит взять его язык в кадр крупным планом, и в замедленной съёмке двигает им. Марк благодарит Джина, и далее идёт прощальное видео — «Rock And Roll All Night» с концерта в Австралии 1980 года.

## Список композиций
Представленный ниже список является перечнем дорожек в оригинальной версии диска.
1. Introduction
2. Who Wants To Be Lonely (Video, 1986)
3. Caroling
4. Uh! All Night (Video, 1986)
5. Breakfast with KISS
6. I Love It Loud (Live, 1983 — Rio De Janerio, Brazil)
7. KISS Archive
8. Deuce (Live, 11/24/74 — San Francisco, CA)
9. Strutter (Live, 1976 — Detroit)
10. Ace Frehley Solo
11. Beth (Live, 9/77 - Houston)
12. Detroit Rock City (Live, 1980 — Australia)
13. KISS Fantasies
14. Tears Are Falling (Video, 1985)
15. Casting Call
16. Lick It Up (Video, 1983)
17. Fate Forms KISS
18. All Hell’s Breakin' Loose (Video, 1984)
19. Public Service Announcement
20. I Love It Loud (Video, 1982)
21. Makin' It Louder
22. I Stole Your Love (Live, 9/77 — Houston)
23. More Carols
24. Heaven’s On Fire (Video, 1984)
25. It’s About Girls
26. Ladies' Room (Live, 9/77 — Houston)
27. The Paul Stanley Workout
28. Rock And Roll All Nite (Live, 1980 — Australia)

## Продажи
RIAA сертификация (США)
| Дата            | Достижение | Всего продаж |
| --------------- | ---------- | ------------ |
| 23 февраля 1987 | Золото     | 50,000       |
| 1 октября 1987  | Платина    | 100,000      |

CRIA certification (Canada)
| Дата           | Достижение | Всего продаж |
| -------------- | ---------- | ------------ |
| 1 февраля 1990 | Золото     | 50,000       |